# 霍爾丁鎮區 (明尼蘇達州斯特恩斯縣)
霍爾丁鎮區（英語：Holding Township）是位於美國明尼蘇達州斯特恩斯縣的一個行政鎮區。

## 歷史
霍爾丁鎮區於1867年設立，得名自後來成為明尼蘇達州立法委員的早期定居者蘭道夫·霍爾丁（Randolph Holding）。

## 地方資料
霍爾丁鎮區的面積為107.69平方千米，當中陸地面積為105.78平方千米，而水域面積為1.91平方千米。根據2020年美國人口普查的數據，當地共有人口1182人，而人口密度為每平方千米10.98人。